# Arve Vorvik
Arve Vorvik (* 7. Januar 1974) ist ein ehemaliger norwegischer Skispringer.
Vorvik bestritt sein erstes Weltcup-Springen am 8. Februar 1995 in Lillehammer. Auf der Großschanze erreichte er den 40. Platz. Beim Skifliegen in Vikersund wurde er am 18. Februar 30. Im März konnte er dann bei den Norwegischen Meisterschaften im Skispringen die Goldmedaille auf der Normalschanze gewinnen. Bei der Nordischen Skiweltmeisterschaft 1995 in Thunder Bay konnte er auf der Großschanze den 28. Platz erreichen. Zum Weltcup-Springen am 17. Februar 1996 in Iron Mountain erreichte er beim ersten Springen auf der Großschanze mit dem 8. Platz die beste Einzelplatzierung seiner Karriere. Kurze Zeit später gewann er auf der Normalschanze und mit dem Team jeweils die Silbermedaille bei den Norwegischen Meisterschaften. Im Weltcup hingegen konnte er kaum noch auf vordere Plätze springen und verpasste die Punkteränge teilweise deutlich. Auf Nationaler Ebene war er jedoch weiter erfolgreich. So gewann er bei der Norwegischen Meisterschaft 1997 in Mo i Rana die Silbermedaille auf der Normalschanze. Nach weiteren glücklosen Springen, bestritt Vorvik am 2. Februar 1997 in Willingen sein letztes Weltcup-Springen. Im Anschluss daran sprang er noch zwei Jahre auf nationaler Ebene und wurde mit dem Team 1998 in Trondheim noch einmal Norwegischer Meister.
Vorvik lebt heute in Trondheim.